# ロベール・シャルパンティエ
ロベール・シャルパンティエ（Robert Charpentier、1916年4月4日 - 1966年10月29日）は、フランス、イシー＝レ＝ムリノー出身の自転車競技（ロードレース）選手。

## 経歴
1934年
- パリ〜コントル 優勝

1935年
- ロードレース世界選手権・アマ個人ロードレース 2位

1936年
- ベルリンオリンピックにおいて、3個の金メダルを獲得。オリンピックの自転車競技において、同一大会で3個以上の金メダルを獲得した事例は、1904年のセントルイスオリンピックにおけるマーカス・ハーリー（4個）以来のことであった。
  -  個人ロードレース 優勝
  -  団体ロードレース 優勝
  -  団体追い抜き 優勝

1937年、プロに転向。シルヴェール・マース、ジョルジュ・スペシェらの著名選手を擁する当時の名門ロードレースチーム、アルシオン・ダンロップに加入した。しかし当年シーズン限りで契約を打ち切られたばかりか、後に第二次世界大戦が勃発した影響を受け、自転車選手としての活動も一旦ピリオドを打つことになった。
1946年、ラ・ペルル＝ハッチンソンと契約を結び、競技活動を再開した。しかし、これといった実績を残せぬまま、その後所属チームを変遷した後、1951年が現役最後のシーズンとなった。